# Branston (marka)

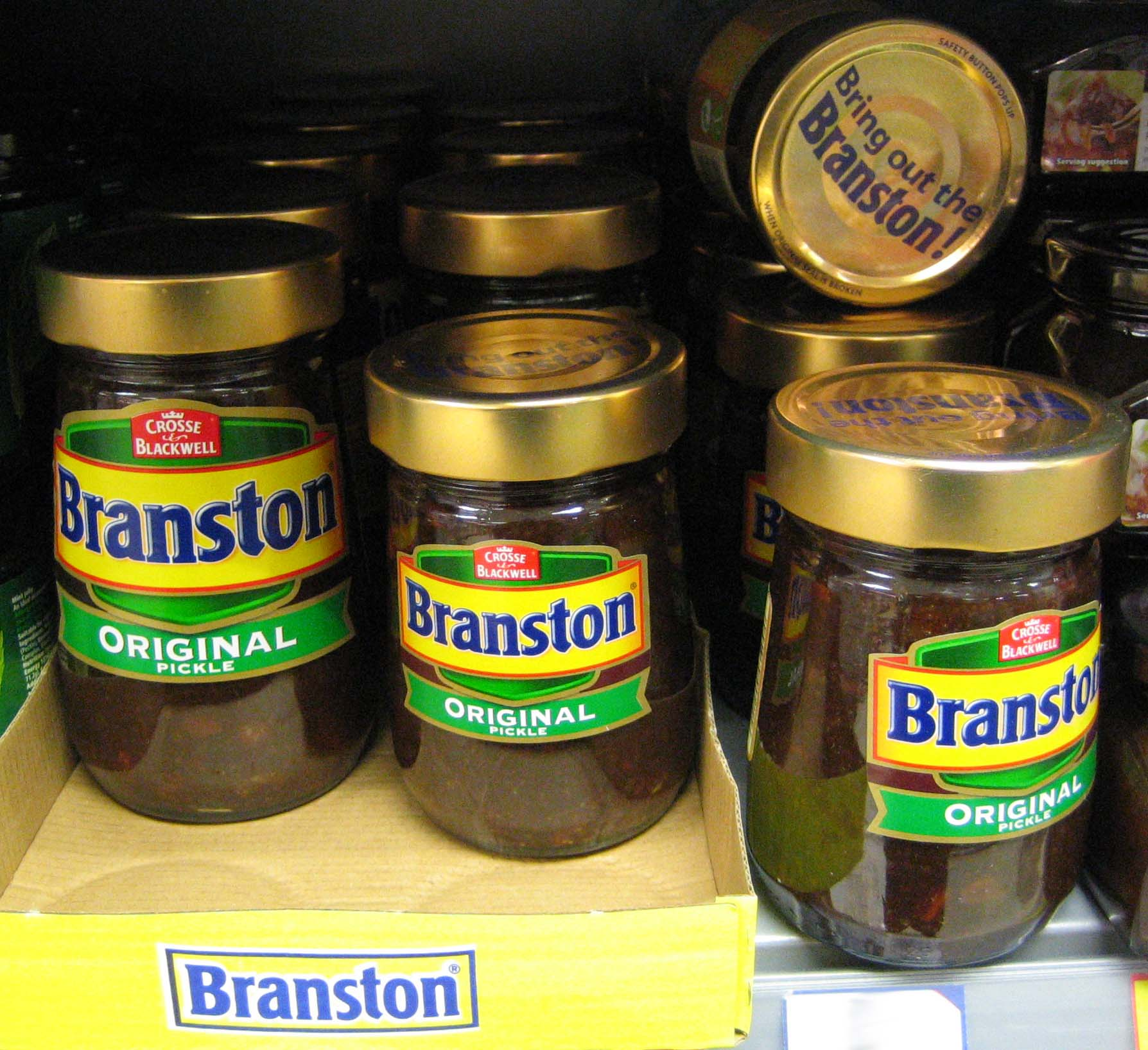
Branston Pickle

Branston – brytyjska marka produktów spożywczych, należąca do przedsiębiorstwa Mizkan.
Głównym produktem sprzedawanym pod tą marką są pikle (Branston Pickle) – mieszanka warzyw (brukwi, marchwi, cebuli, korniszonów, kalafiora i kabaczków) marynowanych w sosie z dodatkami. Inne produkty marki Branston to różnego rodzaju sosy (m.in. ketchup i brown sauce), fasolka w sosie pomidorowym oraz przekąski.
Marka Branston powstała w 1922 roku, początkowo należąc do przedsiębiorstwa Crosse & Blackwell. Jej nazwa pochodzi od wsi Branston w hrabstwie Staffordshire. Od 2002 roku marka Branston należała do przedsiębiorstwa Premier Foods, w 2013 roku została sprzedana japońskiej spółce Mizkan.
Wielkość sprzedaży Branston Pickle wynosi około 28 mln słoików rocznie.